# Hanover Asset Management
Hanover Asset Management, a.s. (HAM) je česká společnost zaměřená na správu aktiv. Jejím vlastníkem je HANOVER HOLDINGS PLC sídlící na londýnském Hanover Square. Od založení v červenci 2007 je předsedou představenstva Petr Polenda a předsedou dozorčí rady David Červinka. V minulosti byla správcem uzavřeného investičního fondu Convenio a otevřeného podílového fondu Allegro.
David Červinka byl od září 1994 do listopadu 1996 předsedou představenstva První slezské kapitálové společnosti. Od roku 2000 byl jedním z ředitelů londýnské Hanover Corporate Services (HCS). HCS v roce 2005 získala podíl v auditorské společnosti HZ Praha spol. s r.o. a David Červinka je od té doby jejím jednatelem (auditovala účetní výkazy HAM za finanční rok končící 30.6.2009). Od roku 2001 je Červinka členem představenstva holandské Proholding N.V., jejímž jménem v květnu 2009 založil auditorskou společnost PKF Audit s.r.o. (auditovala účetní výkazy HAM za finanční rok končící 30.6.2010).
V červnu 2010 holandská developerská skupina Sekyra Group Real Estate (SGRE) zastoupená předsedou představenstva HAM Petrem Polendou založila uzavřený investiční fond Convenio. který následně oznámil záměr fúze se společností Rezidence Korunní. Fond se tak stal vlastníkem neprodaných bytů v bytovém komplexu Rezidence Korunní zkolaudovaném v listopadu 2010.
Mezi podílníky fondu Allegro patřila Maxima pojišťovna, která do něj měla na konci roku 2010 nainvestováno více než 10 % své bilanční sumy. 9. června 2010 společnost Hanover Asset Management vydala v rozporu ze zákonem o kolektivním investování podílové listy fondu Allegro proti převodu akcií nejmenované společnosti, za což jí Česká národní banka dne 23. února 2012 odňala povolení k činnosti investiční společnosti. Společnost proti tomuto rozhodnutí podala rozklad, který však bankovní rada 24. května 2012 zamítla.